# Mara Recatero
María Teresa Recatero Giménez (c. 1941-Marbella, Málaga, Andalucía; 18 de mayo de 2025), artísticamente conocida como Mara Recatero, fue una realizadora de televisión y directora de teatro española.
Recatero fue esposa del también realizador de televisión y director de teatro Gustavo Pérez Puig.

## Biografía
Tras estudiar en el Liceo Francés de Madrid, inicia su actividad profesional en televisión. Su debut se produce en Televisión Española en 1969, cuando ingresa en la cadena pública de televisión como ayudante de dirección. De esa época datan sus colaboraciones en espacios míticos de la emisora, como Estudio 1 (adaptando para televisión guiones de obras notables de teatro español), Novela o Canción 71 o 300 millones.
Desde 1979 ha venido trabajando en teatro, siendo su primera obra Herminia. Más adelante, dirigiría piezas como Los habitantes de la casa deshabitada (1980, obra de Enrique Jardiel Poncela), El hombre del atardecer (1981) de Santiago Moncada, Un marido de ida y vuelta (1985), El hotelito (1985), de Antonio Gala, Cuatro corazones con freno y marcha atrás (1987) o Usted tiene ojos de mujer fatal, ambas de Enrique Jardiel Poncela.
Ejerce como directora adjunta del Teatro Maravillas de Madrid durante cinco años, hasta 1989. Compagina esa labor con colaboraciones en televisión, como El baile (1985), El mar y el tiempo o el espacio musical A media voz (1989) ambos en Televisión Española y seguidamente en Telecinco, donde dirige un par de comedias.
En 1990 fue nombrada directora adjunta del Teatro Español, coincidiendo con la etapa en que fue dirigido por su marido desde 1962, Gustavo Pérez Puig, lo que suscitó algunas críticas, por ejemplo del sindicato Unión General de Trabajadores o Izquierda Unida. En esa etapa realizó varios montajes en el Español como La noche del sábado de Jacinto Benavente (1991), Picospardo's (1995), Carlo Monte en Monte Carlo (1996), Misión al pueblo desierto (1999), Cyrano de Bergerac (2000), Celos del aire (2003), Corona de amor y muerte (2003) o Eloísa está debajo de un almendro.
En diciembre de 2003, el recién electo alcalde Alberto Ruiz-Gallardón prescindió de los servicios de Pérez Puig y Recatero al frente del Teatro Español, si bien, ambos ganaron una demanda por despido improcedente.
Con posterioridad, ha continuado dirigiendo sobre los escenarios, pudiendo citarse entre sus montajes Melocotón en almíbar (2005), La decente (2008), ambas de Miguel Mihura, Vamos a contar mentiras (2010) o Las cinco advertencias de Satanás (2011), de Enrique Jardiel Poncela.
Ganadora del Premio Mayte de teatro en 2001.
Falleció el día 18 de mayo de 2025, en Marbella. 